# UFC Fight Night: Bisping vs. Kennedy
The Ultimate Fighter Nations Finale: Bisping vs. Kennedy foi um evento de artes marciais mistas promovido pelo Ultimate Fighting Championship, occorido em 16 de abril de 2014 no Colisée Pepsi, em Quebec, no Canadá.

## Background
O evento principal foi a luta entre os médios Michael Bisping contra Tim Kennedy. O card contou com as finais do The Ultimate Fighter Nations: Canadá vs. Austrália nos pesos meio médios e médios.
Steve Bossé iria enfrentar Ryan Jimmo, porém, uma lesão o tirou da luta e ele foi substituído pelo estreante na organização Sean O'Connell.
Shayna Baszler enfrentaria Sarah Kaufman no evento, contudo, Baszler se lesionou e foi substituída por Amanda Nunes. Porém, Nunes também se lesionou e Kaufman agora enfrentará Leslie Smith, em uma revanche do Invicta FC 5.
Era esperado que Evan Dunham enfrentasse Mark Bocek no evento, mas uma lesão sofrida uma semana antes do evento o forçou a sair da luta. Bocek agora enfrentou o estreante na organização Mike De La Torre.
Uma luta leve esperada entre Sam Stout e K.J. Noons foi alterado para um meio-médio igualar a semana da luta por pedido dos lutadores.
leve

## Card Oficial
Nota 1 Final do TUF Nations no peso-médio.

Nota 2 Final do TUF Nations no peso-meio-médio.

## Bônus da Noite
- Luta da Noite:  Dustin Poirier vs.  Akira Corassani
- Performance da Noite:  Ryan Jimmo e  K.J. Noons